# Pexopsis chapini
Pexopsis chapini là một loài ruồi trong họ Tachinidae.